# Jürgen von Stiten († 1672)
Jürgen von Stiten (* vor 1633; † 1. Juni 1672 in Lübeck) war ein deutscher Jurist und Ratsherr der Hansestadt Lübeck.

## Leben
Jürgen von Stiten war Sohn des Lübecker Ratsherrn Hartwig von Stiten. Er studierte ab 1633 Rechtswissenschaften an der Universität Rostock. 1643 wurde er Mitglied der patrizischen Zirkelgesellschaft in Lübeck. Er wurde 1666 (im Jahr nach dem Kassarezess) zum Ratsherrn der Stadt erwählt. In seine Amtszeit fällt auch der vom Rat mit den Bürgern verhandelte Bürgerrezess des Jahres 1669.
Jürgen von Stiten war Besitzer des Gutes Schönböken und hatte auch einen Hof in Krempelsdorf.